# Bjakuren Janagiwara
Bjakuren Janagiwara (japonsky 柳原 白蓮, Janagiwara Bjakuren) rozená Akiko Janagiwara (japonsky 柳原 燁子, Janagiwara Akiko; 15. října 1885 Tokio – 22. února 1967 Tokio) byla japonská básnířka a spisovatelka.

## Životopis
Akiko Janagiwara se narodila 15. října 1885 v Tokiu jako druhá dcera státníka a diplomata hraběte Sakimicua Janagiwary. Její matka byla jedna z jeho konkubín, Rjó, dcera z padlé samurajské rodiny, která byla gejšou v Janagibaši. Rodina Janagiwara pocházela z rodové linie rodiny Reizei z klanu Fudžiwara. Sakimicu byl starší bratr matky císaře Taišó, Naruko Janagiwary, což z něj činilo bratrance císaře Taišó.
V roce 1894 Akiko adoptoval vzdálený příbuzný, vikomt Jorimicu Kitakódži. V roce 1898 nastoupila na školu pro dívky z rodin kazoku. V roce 1900 se v patnácti letech provdala za nejstaršího syna rodiny Kitakódži, Suketakeho. Poté kvůli těhotenství odešla ze školy. Porodila syna Isamicuho, ale v roce 1905 se rozvedla, zanechala syna u rodiny Kitakódži, a vrátila se do domu svých rodičů.
V tehdejší době si rodiny patřící mezi kazoku (japonská aristokracie) zakládaly na mravném chování. Rozvedená dcera byla pro rodinu potupou a nesměla vstoupit do hlavního sídla rodiny Janagiwara. V roce 1908 Akiko přestoupila jako internátní studentka do Dívčí školy Tójó Eiwa, kanadské misionářské školy v Azabu v Tokiu, aby pokračovala ve studiu, kterého se předtím musela vzdát kvůli sňatku a těhotenství. Ve škole se seznámila s Hanako Muraokou, o osm let mladší dívkou, která se stala její důvěrnicí, a kterou oslovovala „Hana-chan”. Někdy v této době také vstoupila do Sdružení tanky Takekašikai vedené básníkem Nobucunou Sasakim.
V roce 1910 se Akiko v Kjúšú seznámila s Denemonem Itó, uhelným magnátem, který byl o 25 let starší než ona. Následující rok se stala jeho druhou ženou a porodila syna Kaoriho. Oba byli velmi rozdílní věkem, společenským postavením i vzděláním. Jejich manželství vzbudilo veřejnou senzaci jakožto politický sňatek mezi hraběnkou a uhelným magnátem. O skandálním manželství obsáhle informovaly noviny Tókjó Niči Niči Šimbun. Hanako byla těmito zprávami šokována a ukončila svůj vztah s Akiko. V tomto roce Akiko promovala na Dívčí škole Tójó Eiwa.
Poté co se znovu provdala, byla Akiko nazývána „Královnou Cukuši”, ale neměla pocit, že jí tento život naplňuje. Napsala dopis Hanako, v němž vyjádřila své pocity, Hanako jej přijala a obě tím obnovily své přátelství. Akiko napsala báseň tanka o své samotě a trápení, a pokračovala psaním básní do časopisu Kokoro no Hana. Od této doby začala používat svůj literární pseudonym Bjakuren.
V roce 1921 utekla se socialistou Rjúsukem Mijazakim, synem politického aktivisty Tótena Mijazakiho. Tato událost byla nazývána jako „Bjakuren incident”. V tehdejší době bylo cizoložství podle trestního zákona trestným činem, za který hrozily, až dva roky odnětí svobody. Bjakuren oznámila svůj rozchod s manželem rodině Itó v dopise, který zveřejnila v novinách Ósaka Asahi Šimbun. Dva dny poté Denemon Itó vydal protestní prohlášení v novinách Ósaka Mainiči Šimbun, čím z celé události udělal senzaci. Bjakurenin nový tchán měl velké dluhy a jejich život byl těžký. Když Rjúsuke onemocněl tuberkulózou, Bjakuren podporovala rodinu svým psaním. V roce 1925 se jí narodila dcera Fuki. Od roku 1935 řídila časopis poezie Kototama.
V roce 1945, její syn Kaori, který byl vojínem, zemřel během amerického náletu. Bjakuren po této události založila společenství Kokusai Hibo no Kai (Mezinárodní společenství smutných matek) a zahájila mír proklamující aktivity napříč Japonskem. Během a po 2. světové válce se Bjakuren začala stále více zajímat o mírové hnutí a náboženství.
Navzdory ztrátě zraku kvůli zelenému zákalu, strávila zbytek života v poklidu psaním básní. Zemřela v Tokiu dne 22. února 1967 ve věku 81 let.

## Dílo
Dílo Bjakuren Janagiwary obsahuje waka poezii, novely a básnické sbírky.

### Waka sbírky
- Fumi-e (踏絵, 1915)[3][5]
- Maboroši no Hana (幻の華, 1919)[3]
- Čiheisen (地平線, 1956)[5]

### Básnické sbírky
- Kičó no Kage (几帳のかげ)[1]

### Novely
- Ibara no Mi (荊棘の実)[2]

## Galerie

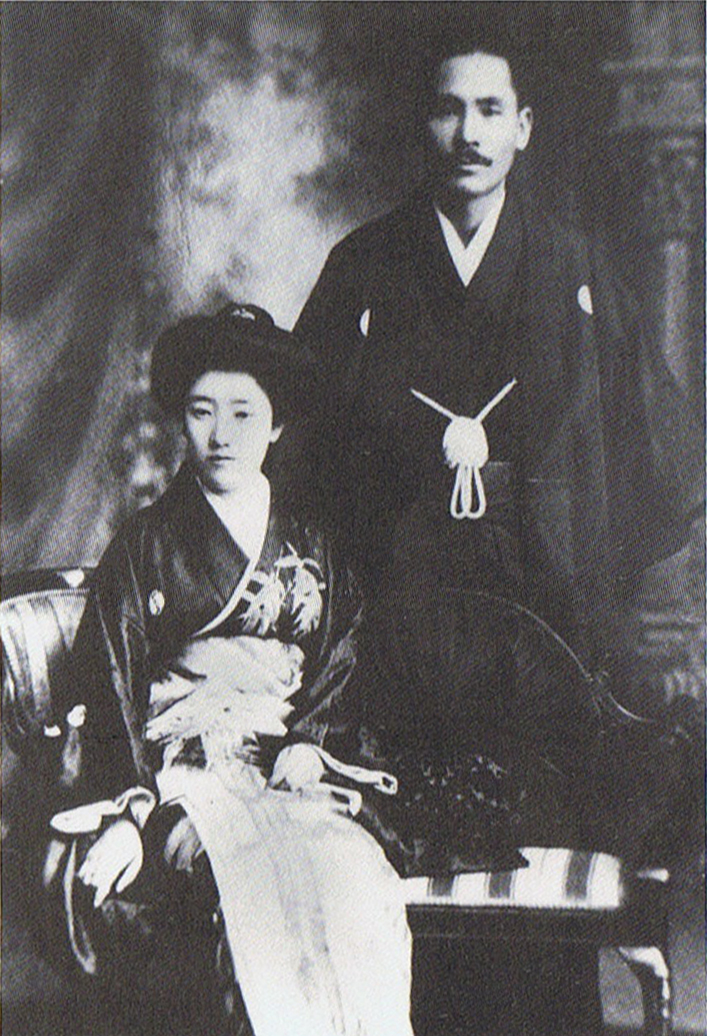
Svatební fotografie Bjakuren a Denemona Itóa (březen 1911)
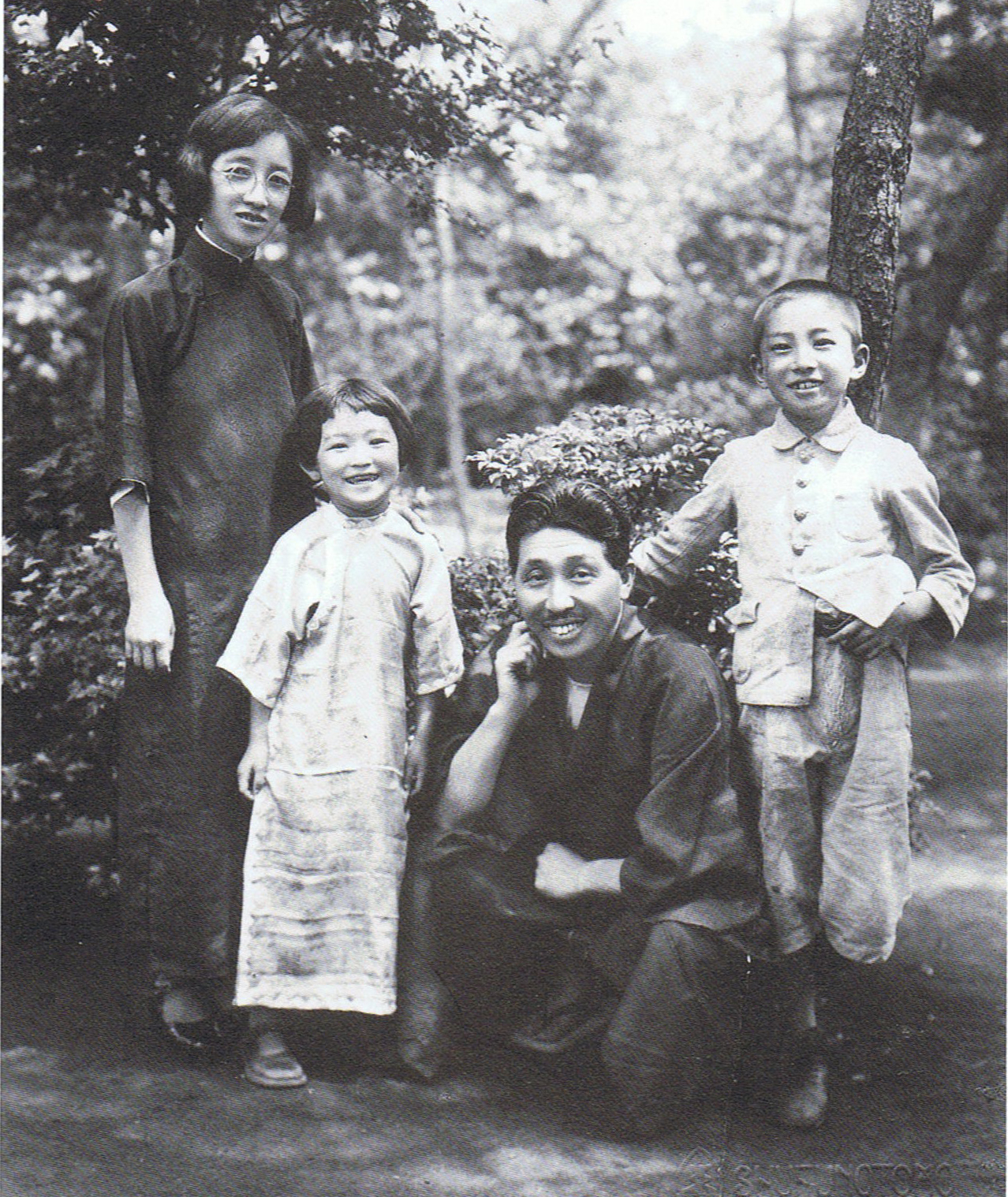
Bjakurem s manželem Rjúsukem s dětmi (1930)
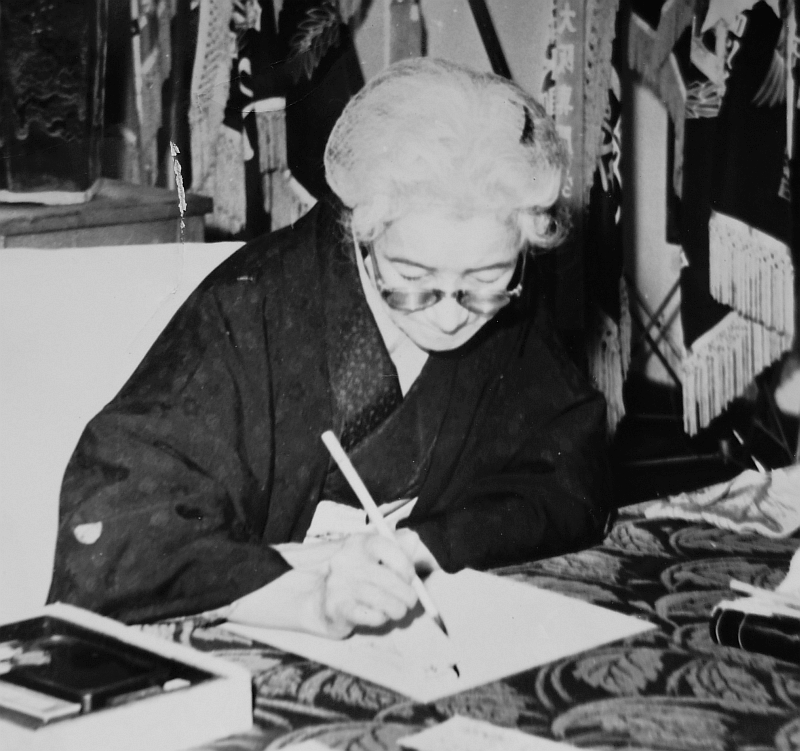
Bjakuren v pozdějších letech
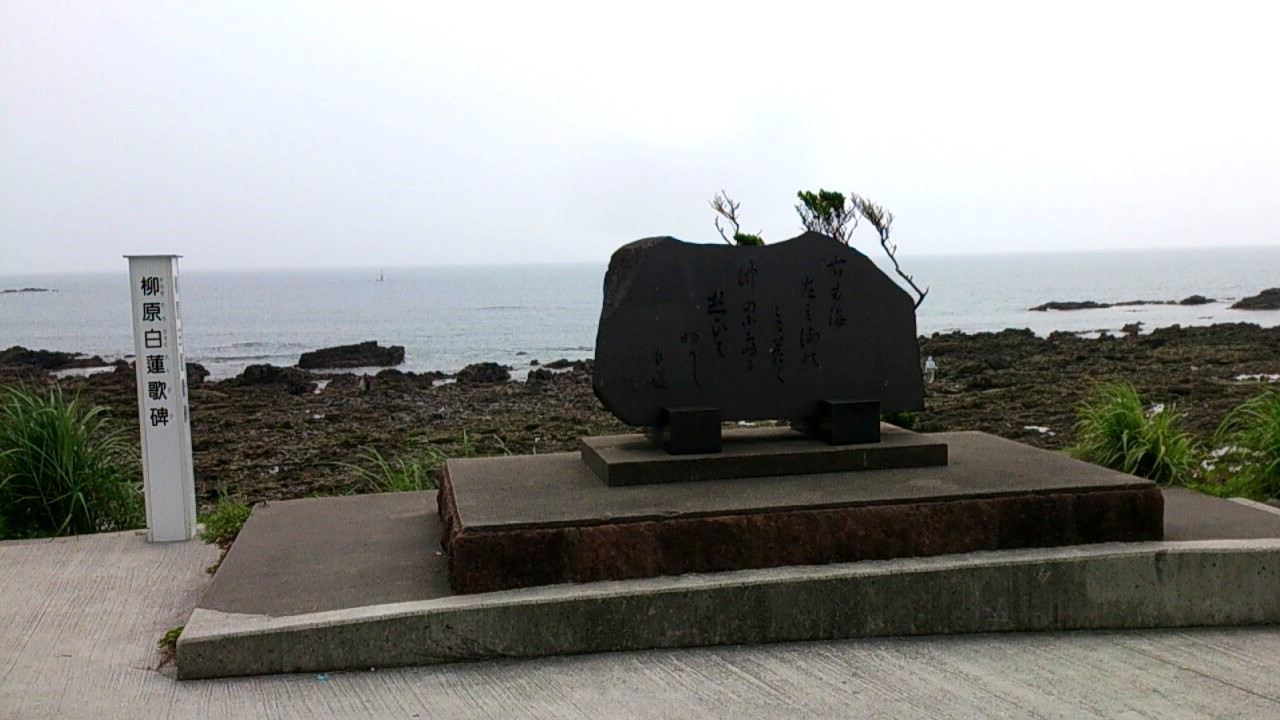
Pomník Bjakuren Jamagiwary v Nagasakibana, Ibusuki, prefektura Kagošima
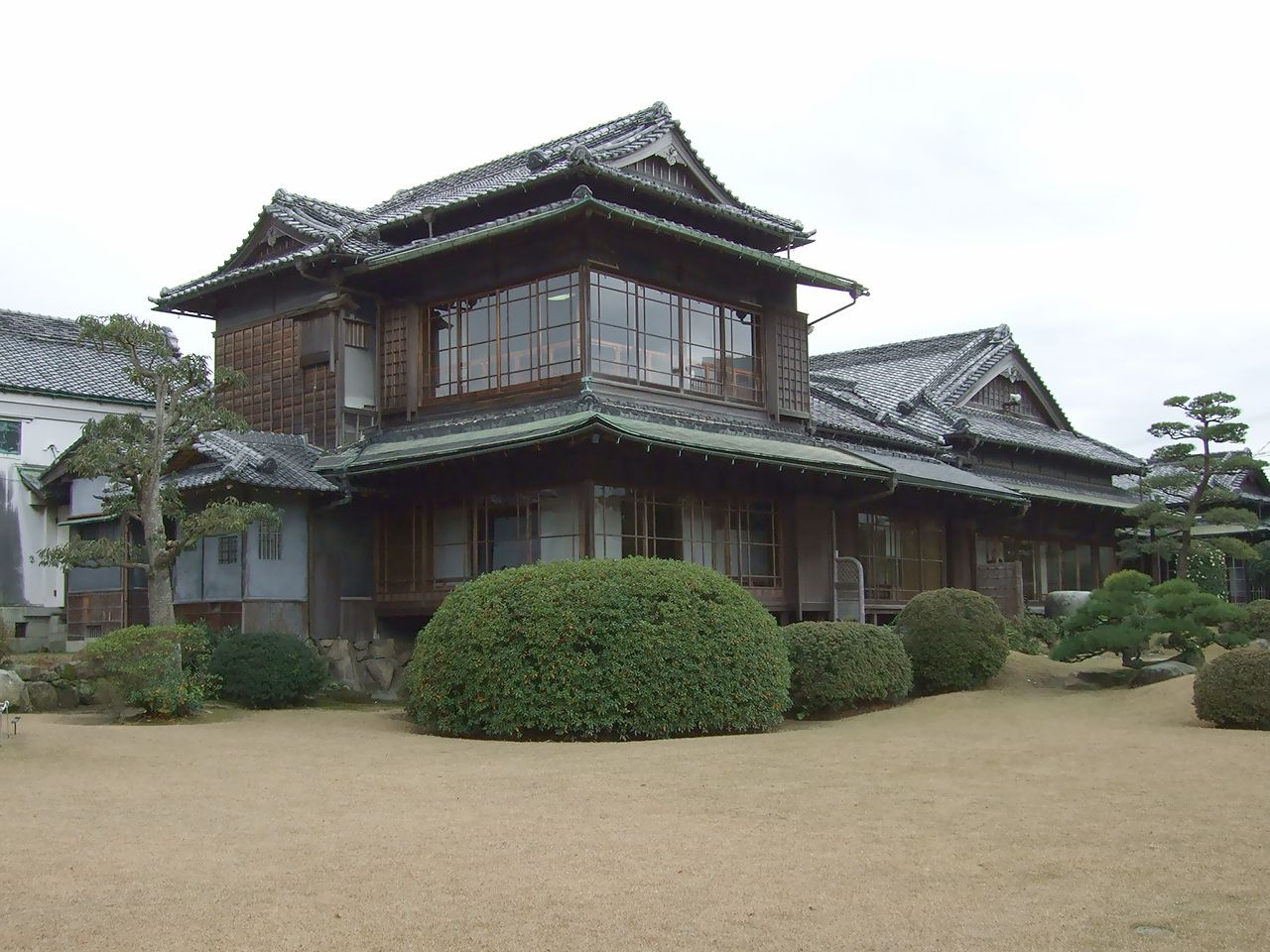
Bývalé sídlo Denemona Itóa